# Klordiazepoxid

Strukturformel för klordiazepoxid.

Klordiazepoxid, summaformel C16H14ClN3O, är ett ångestdämpande och lugnande preparat. Klordiazepoxid upptäcktes av en slump och blev det första i gruppen bensodiazepiner. Preparatet patenterades 1959. 
Substansen är narkotikaklassad och ingår i förteckning P IV i 1971 års psykotropkonvention, samt i förteckning IV i Sverige.
Klordiazepoxid saluförs under flera namn, bland andra Librium (USA) och Risolid (Danmark). I Sverige saluförs preparatet för närvarande inte. 